# ویچی لین
ویچی لین (انگلیسی: Vicci Laine؛ زاده ۲۸ مهٔ ۱۹۶۰-درگذشته ۲۴ ژوئیهٔ ۲۰۱۷) یک فعال ایدز و خواننده اهل آمریکا بود.
او یک زن ترنس است.